# 蟾津江汽車村

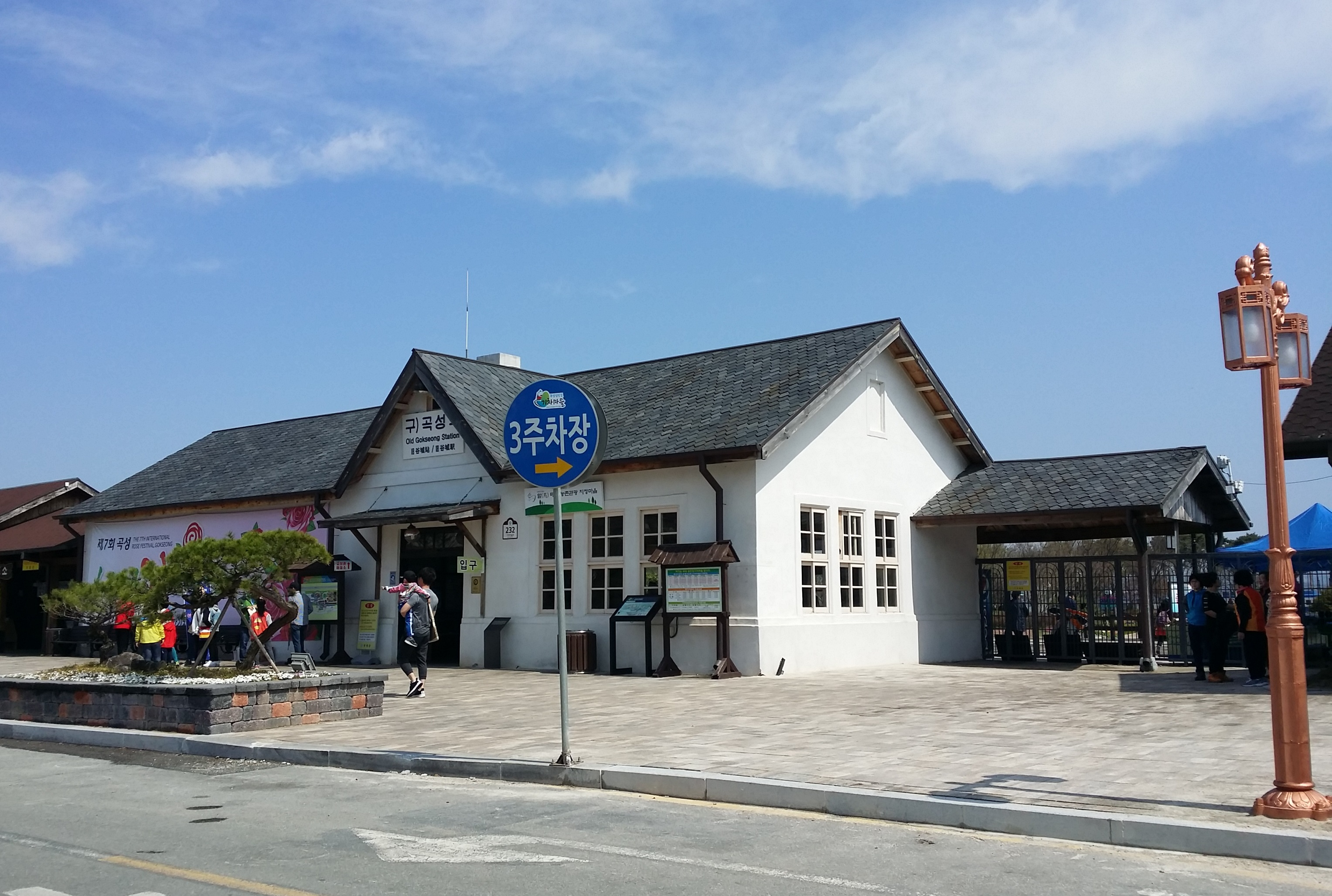
谷城駅

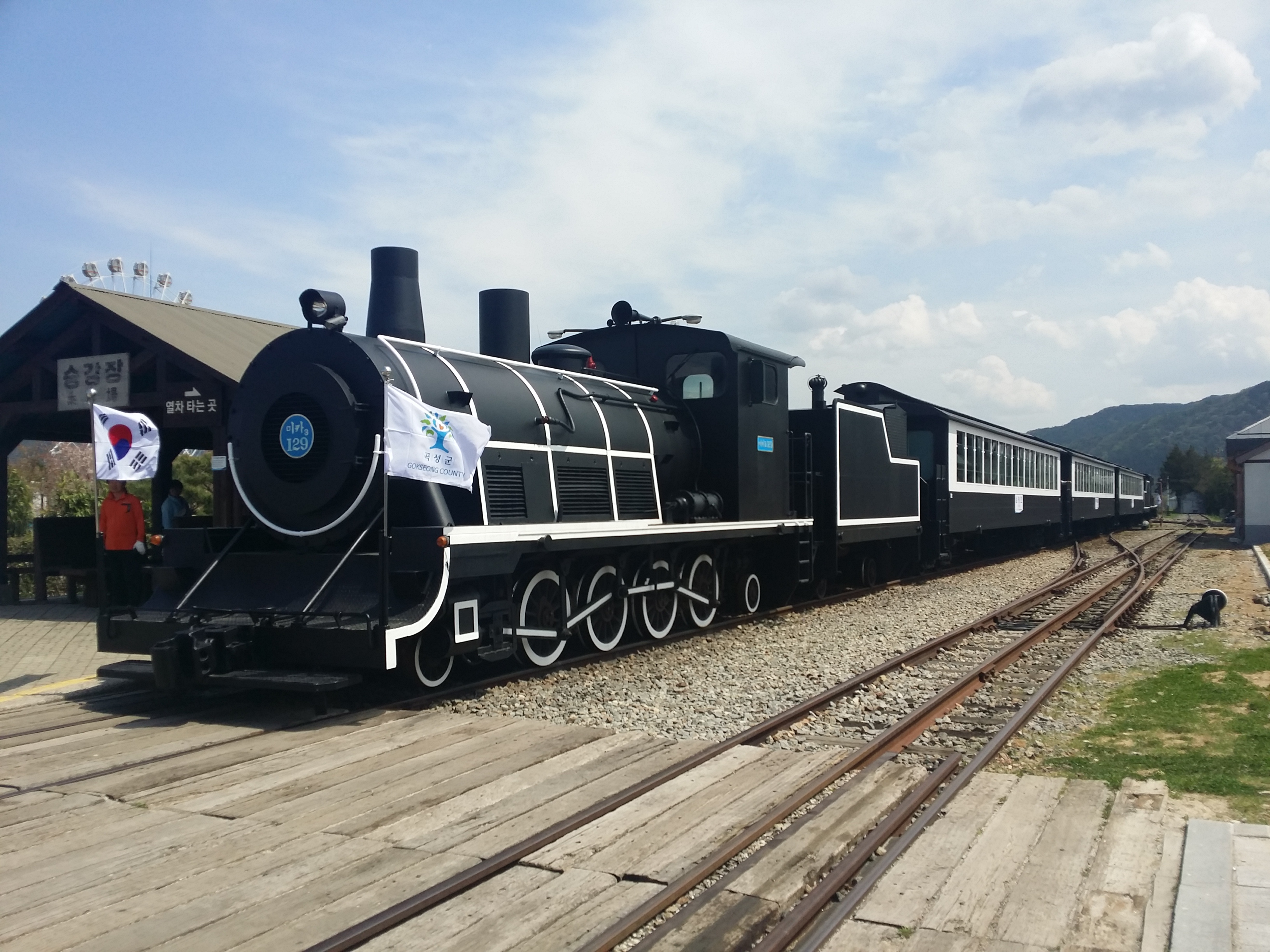
谷城駅に停車中の蒸気機関車型観光列車

蟾津江汽車村（ソムジンガンきしゃむら）は、大韓民国全羅南道谷城郡梧谷面に位置する鉄道のテーマパークである。

## 歴史
1999年に全羅線の谷城駅 - 鴨緑駅間複線化に伴い移設され、その旧線跡を再利用する形で2004年に開業した。今後は柯亭駅 - 鴨緑駅間3.2 kmも公園化される計画である。
- 2004年4月：谷城駅 - 柯亭駅間にてミニ列車の運行開始。
- 2004年10月31日：ミニ列車運行終了。
- 2004年11月19日：レールバイク設置。
- 2005年3月：谷城駅 - 柯亭駅間にて蒸気機関車の運行開始。

## 施設
- 蒸気機関車型観光列車：谷城駅 - 寝谷駅 - 柯亭駅 10km
- レールバイク
- ミニ列車
- バラ公園
  - バラ公園生態館
- 音楽噴水
- 妖術ランド
- 4D映像館
- 動物農場
- ドリームランド
- 保存車輌
  - 2122号ディーゼル機関車（谷城駅）
  - 4217号ディーゼル機関車（柯亭駅）
  - トンイル号客車
  - ピドゥルギ号客車
  - セマウル号気動車

## 運行路線
蒸気機関車を模したディーゼル機関車による観光列車が旧全羅線の線路跡10kmの区間に運行されている。

### 路線概要
- 営業距離：10 km
- 軌間：1435 mm（標準軌）
- 駅数：3

### 駅一覧
- 駅所在地は全線全羅南道谷城郡内。

| 駅名   | 駅名     | 駅名     | 駅間キロ (km) | 累計キロ (km) | 駅 等級 | 駅種別 | 接続路線             |
| 日本語 | ハングル | 英語     | 駅間キロ (km) | 累計キロ (km) | 駅 等級 | 駅種別 | 接続路線             |
| ------ | -------- | -------- | ------------- | ------------- | ------- | ------ | -------------------- |
| 谷城駅 | 곡성역   | Gokseong | 0.0           | 0.0           |         |        | 韓国鉄道公社：全羅線 |
| 寝谷駅 | 침곡역   | Chimgok  | 4.9           | 4.9           |         |        |                      |
| 柯亭駅 | 가정역   | Gajeong  | 5.1           | 10.0          |         |        |                      |